# Кардозу (остров)
Остров Кардозу (порт. Ilha do Cardoso) — бразильский остров в Атлантическом океане.
Это самая южная точка в штате Сан-Паулу, недалеко от границы со штатом Парана. Площадь — 151 км². Население острова — 480 человек. 3 июля 1962 г по решению правительства на острове был организован национальный парк Estadual da Ilha do Cardoso. Остров отличается огромным разнообразием фауны и флоры.